# Idiops fuscus
Idiops fuscus är en spindelart som beskrevs av Perty 1833. Idiops fuscus ingår i släktet Idiops och familjen Idiopidae. Inga underarter finns listade i Catalogue of Life.